# I'm a Joker
I'm a Joker je pjesma gruzijskog glazbenika Anrija Džohadzea (gru. ანრი ჯოხაძე) iz 2012. godine čiji je tekst napisao Bibi Kvačadze a uglazbio ju je Rusudan Čhaidze. Anri Džohadze je s I'm a Joker predstavljao Gruziju na Euroviziji 2012. u azerbajdžanskom Bakuu. S njome je nastupio u drugoj polufinalnoj večeri, međutim, sa svega 36 osvojenih bodova nije se uspio kvalificirati u samo finale natjecanja.
Pjesma je izvedena 12. po redu, nakon švedske predstavnice Loreen koja je s pjesmom Euphoria osvojila prvo mjesto u polufinalu a u konačnici i samo natjecanje.
Džohadzea su kao gruzijskog predstavnika 2013. godine nasljedili Sofo Gelovani i Nodiko Tatišvili s pjesmom Waterfall.